# Арадий Руфин (консул)
Ара́дий Руфи́н (лат. Aradius Rufinus) — государственный деятель Римской империи начала IV века, консул 311 года.

## Биография
Возможно, его предками были Луций Арадий Росций Руфин Сатурнин Тибериан и Квинт Арадий Руфин.
В 304—305 годах Арадий находился на посту городского префекта Рима. В сентябре 311 года он был назначен императором Максенцием консулом вместе с Гаем Цейонием Руфием Волузианом. Так как Максенций властвовал лишь над частью Империи (владел Италией и Африкой), то и признаны Руфин и Волузиан были только во владениях Максенция. Позднее назначение связано со сложной ситуацией в Империи — официальными, общепризнанными консулами были императоры Галерий и Максимин Даза, однако Галерий умер в мае 311 года и его имя было стерто со многих консульских надписей.
Имя напарника Волузиана в консульских надписях обозначено просто как «Руфин», в связи с чем Тимоти Барнс сделал предположение, что консулом мог быть не Арадий Руфин, а Статий Руфин, префект Рима в 308—309 годах, о котором более ничего не известно. Имена Руфина и Волузиана встречаются в разном порядке написания, поэтому неясно их старшинство.
С 9 февраля по 27 октября 312 года (то есть до битвы при Мульвийском мосте и гибели Максенция) вновь занимал пост префекта Рима. Победитель Максенция Константин, однако, вскоре вновь назначил Руфина префектом Рима, в третий раз он занимал пост с 29 ноября 312 года по 8 декабря 313 года.
Арадий Руфин стал объектом хвалебной эпиграммы Авиания Симмаха. Руфин, возможно, идентичен с неким консулом Квинтом Арадием Руфином, о котором известно, что он оставил вотивные посвящения Солнцу и Луне в Тубернике в Проконсульской Африке. Возможно, был отцом консула 340 года Луция Арадия Валерия Прокула и презида Бизацены Квинта Арадия Руфина Валерия Прокула. Внуком, его, возможно, был Арадий Руфин, префект Рима 376 года.